# Edmund Landau
Edmund Georg Hermann (Yehezkel) Landau (Berlim, 14 de fevereiro de 1877 — Berlim, 19 de fevereiro de 1938) foi um matemático alemão que trabalhou nos campos da teoria dos números e análise complexa.
Publicou mais de 250 trabalhos em teoria dos números.

## Biografia
Edmund Landau nasceu em Berlim. Filho do ginecologista Leopold Landau e sua mulher Johana Jacoby. Landau estudou matemática na Universidade de Berlim, onde obteve um doutorado em 1899 e a habilitação em 1901. Sua tese de doutorado teve 14 páginas. Em 1905 casou-se com Mariane Ehrlich, filha do biólogo Paul Ehrlich, que foi agraciado com o Nobel de Fisiologia ou Medicina de 1908.

## Obras
- Collected Works. 9 Volumes. Thales, Essen a partir de 1979 (Editor L. Mirsky et al.)
- Neuer Beweis der Gleichung {\displaystyle \textstyle \sum \limits _{k=1}^{\infty }{\frac {\mu (k)}{k}}\,=\,0}, Berlim 1899 (Inaugural-Dissertation; μ é a função de Möbius; com curriculum vitae em latim até 1899; em GDZ; no Internet-Archiv).
- Handbuch der Lehre von der Verteilung der Primzahlen. 2 Volumes. Teubner, Leipzig 1909 (com retrospecto histórico; na Universidade de Michigan: Volume 1, 2; no Internet-Archiv: Volume 1, 2, 2), reimpressão Nova Iorque, Chelsea Publ. 1974.
- Darstellung und Begründung einiger neuerer Ergebnisse der Funktionentheorie. Springer, Berlim 1916 (no Internet-Archiv).
- Einführung in die elementare und analytische Theorie der algebraischen Zahlen und der Ideale. Teubner, Leipzig 1918 (no Internet-Archiv).
- Vorlesungen über Zahlentheorie. 3 Volumes. Hirzel, Leipzig 1927 (englische Rezension), Reprint New York, Chelsea Publ. 1955.
- Grundlagen der Analysis. (Das Rechnen mit ganzen, rationalen, irrationalen, komplexen Zahlen). Akademische Verlagsgesellschaft, Leipzig 1930 (em Scribd), Nachdruck New York, Chelsea Publ. 1965 und Wissenschaftliche Buchgesellschaft, Darmstadt 1963.
- Einführung in die Differential- und Integralrechnung. Noordhoff 1934 (tradução em inglês: Differential and Integral Calculus, Oxford University Press 2001).
- Über einige neuere Fortschritte der additiven Zahlentheorie. Cambridge University Press, Londres 1937 (englische Rezension).
- Diophantische Gleichungen mit endlich vielen Lösungen (= Hochschulbücher für Mathematik. Volume 44). Deutscher Verlag der Wissenschaften, Berlim 1959.
- Ausgewählte Abhandlungen zur Gitterpunktlehre. Deutscher Verlag der Wissenschaften, Berlim 1962.